# Listen to Your Heart (film)
Listen to Your Heart is een Amerikaans romantisch drama uit 2010. De film werd geschreven, gecomponeerd, geregisseerd en geproduceerd door Kent Moran, die naast Alexia Rasmussen ook de hoofdrol vertolkt. Het was tevens de eerste film van Morans eigen productiemaatschappij Wishing Well Pictures.

## Verhaal
Danny werkt als ober in een taverne in het centrum van New York, woont in een klein appartementje en spaart wat hij kan om een tweedehandsopnameset te kopen. Op een dag komen Ariane en haar rijke ouders er eten en Danny valt meteen voor haar. Ariane is echter doof en wordt stevig onder haar moeders vleugels gehouden. Die moet niets van Danny weten en laat dat ook duidelijk merken.
Twee weken later verschijnt Ariane alleen in de taverne. Ze raakt — middels pen en papier — met Danny aan de praat, ze gaan uit en beginnen een geheime relatie. Dat gaat goed tot haar moeder erop uit komt. Die verbiedt Ariane om Danny te zien, e-mailt hem dat ze niet langer geïnteresseerd is en doet haar denken dat hij een ander heeft. Intussen probeert ze haar dochter ook te koppelen aan de zoon van een rijke vriend, maar die probeert haar aan te randen.
Na een tijd ontdekt Ariane dat Danny haar helemaal niet heeft gedumpt en probeert hem op te zoeken. Haar moeder houdt haar eerst tegen, maar ze onttrekt zich van haar moeders controle en besluit voortaan haar eigen beslissingen te nemen. Maar als zij en Danny opnieuw samen zijn, belandt die plots in het ziekenhuis en blijkt een hersentumor te hebben. Desondanks maant hij haar aan de experimentele gehooroperatie te ondergaan waarvan haar moeder nooit wilde dat ze gebeurde. Daardoor zien ze elkaar opnieuw enkele dagen niet.
Danny gaat snel achteruit en neemt nog snel een CD met zijn eigen nummers op voor Ariane. Als die na haar — geslaagde — operatie Danny gaat opzoeken is die net overleden. Bij de CD zit nog een brief van Danny waarin die schrijft dat ze nu een nieuw leven kan beginnen waarin ze haar eigen keuzes kan maken. Ze besluit te stoppen met haar universitaire studie en een opleiding muziek te beginnen.

## Rolverdeling
| Acteur           | Personage    | Opmerkingen                                     |
| ---------------- | ------------ | ----------------------------------------------- |
| Kent Moran       | Danny        | Protagonist; ober en aspirant singer-songwriter |
| Alexia Rasmussen | Ariana (Sam) | Protagonist; doof meisje                        |
| Frank Watson     | Roger        | Danny's vriend                                  |
| Ernie Sabella    | Tony         | Danny's baas; eigenaar van de taverne           |
| Cybill Shepherd  | Victoria     | Arianas moeder                                  |
| Lisa Benner      | Marianne     | Arianas tolk                                    |
| Amy Lockwood     | Nicole       | Arianes vriendin                                |
| Robert Ousley    | George       | Krantenverkoper                                 |